# Ірвінг Стоун
Ірвінг Стоун (англ. Irving Stone, ім'я при народженні англ. Tannenbaum, 14 липня, 1903, Сан-Франциско, Каліфорнія — 26 серпня, 1989, Лос-Анджелес) — американський письменник, відомий своїми біографічними романами про видатних історичних особистостей, включаючи «Жага до життя» (англ. Lust for Life), біографічного роману про Вінсента ван Гога і «Агонія та екстаз» (англ. The Agony and the Ecstasy) — біографічного роману про Мікеланджело.

## Біографія
Батьки Стоуна розлучилися, коли йому було сім років. Його мати вийшла заміж вдруге, коли він навчався у старшій школі. Стоун офіційно змінив своє прізвище на прізвище вітчима. Стоун зазначав, що саме його мати виховала в ньому любов до читання. Він вірив, що освіта — то єдиний шлях до успіху в житті.
У 1923 році Стоун здобув ступінь бакалавра в Університеті Каліфорнії (Берклі). В 1960-их він отримав ступінь почесного доктора в Університеті Південної Каліфорнії, де він раніше здобув ступінь магістра.
Стоун був щасливо одружений з Джин Стоун, редакторкою багатьох його робіт. Сім'я Стоунів спочатку жила в Лос-Анджелесі, Каліфорнія. Протягом життя Ірвінг Стоун і його дружина заснували благодійний фонд для підтримки тих благодійних цілей, в які вони вірили.
Вдома Стоун покладався на науково-дослідні засоби і експертизи, передавані йому Естером Ейлером, головним науковим бібліотекарем Університету Каліфорнії в Лос-Анджелесі, якому Стоун, як і багатьом іншим, присвячував і дякував у своїх роботах.
Основним джерелом книги Стоуна «Жага до життя» (англ. Lust For Life), як зазначено в післямові, були листи Ван Гога до брата Тео. Додатково письменник провів багато досліджень «в польових умовах». Наприклад, він прожив багато років в Італії, коли працював над «Агонією та Екстазом» (англ. The Agony and the Ecstasy). У цей період італійський уряд вшанував Стоуна кількома почесними нагородами за його культурні здобутки, що висвітлювали історію Італії.
В 1930 році після шестимісячного дослідження Ван Гога Стоун повернувся до Америки з Європи. У 1931 році він жив у Нью-Йорку, у Гринвіч-Віллидж, де він закінчив роман «Жага до життя», біографічну повість, яка привела його кар'єру в рух, як було зазначено в некролозі «Нью-Йорк Таймс» 28 серпня 1989 року. Згідно з некрологом, роман «Жага до життя» був відкинутим сімнадцятьма видавцями протягом трьох років перш, ніж бути опублікованим в 1934 році. Дружина Ірвінга Стоуна померла в 2004 році.

## Екранізаціях творів
- У 1953 був знятий популярний фільм «Дружина президента» (англ. The President's Lady), заснований на однойменному романі, написаного в 1950 році. У ньому знімалися: Чарлтон Гестон, Ендрю Джексон, Сьюзен Гейворд і Рейчел Донелсон Джексон.
- У 1956 році за романом «Жага до життя» написаним у 1934 році, був знятий фільм, в якому роль ван Гога виконав Кірк Дуглас.
- У 1965 році був знятий фільм за книгою «Агонія та екстаз», в якому знімалися Гестон у ролі Мікеланджело і Рекс Гаррісон у ролі папи Юлія II.
- У 2007 році за книгою Стоуна «Грецький скарб» (англ. The Greek Treasure), написаною у 1975, був знятий німецький фільм «Полювання за Троєю» (нім. Der geheimnisvolle Schatz von Troja).